# Brussels Outdoor 1980
Il Brussels Outdoor 1980 è stato un torneo di tennis giocato sulla terra rossa. È stata la 10ª edizione del Brussels Outdoor che fa parte del Volvo Grand Prix 1980. Si è giocato a Bruxelles in Belgio dal 9 al 15 giugno 1980.

## Campioni

### Singolare
Peter McNamara ha battuto in finale  Balázs Taróczy con il punteggio di 7–6, 6–3, 6–0

### Doppio
Steve Krulevitz /  Thierry Stevaux hanno battuto in finale  Eric Fromm /  Cary Leeds con il punteggio di 6–3, 7–5